# Diaspora syrienne
La diaspora syrienne, établie dans les Amériques, en Afrique, en Australie et en Europe est estimée à 15 millions de personnes selon le ministère syrien des expatriés.
Environ 13 millions de Syriens sont des réfugiés ayant dû quitter leur pays en raison de la guerre et des conflits. Ces personnes ont été forcées de quitter leur pays et de chercher refuge ailleurs pour échapper aux violences et aux dangers.Beaucoup ont perdu leurs maisons, leurs biens et leurs moyens de subsistance. Près de 85% d'entre eux vivent dans des situations précaires .Environ 25% des réfugiés syriens ont trouvé refuge dans des pays voisins comme le Liban, la Turquie et la Jordanie. D'autres sont partis en Europe, en Amérique du Nord et dans d'autres régions du monde

## Répartition de la diaspora syrienne par pays d'accueil
|                                   | Réfugiés fin 2015 | Réfugiés fin 2023 |
| Turquie                           | 2 503 850         | 3 332 900         |
| Liban                             | 798 150           | 1 064 950         |
| Jordanie                          | 628 200           | 659 450           |
| Irak                              | 244 650           | 263 900           |
| Égypte                            | 117 650           | 148 000           |
| Soudan                            | 3 200             | 60 600            |
| Afrique du Nord                   | 27 700            | 28 350            |
| Union européenne (hors Allemagne) | 261 700           | 495 600           |
| Allemagne                         | 197 200           | 759 300           |
| Autres pays européens             | 36 500            | 61 950            |
| Reste du monde                    | 41 250            | 51 250            |
| Totaux monde entier               | 4 860 050         | 6 926 250         |